# 姜晦
姜晦（?—?），唐朝官员，出自天水姜氏，姜行本之孙，姜遐之子，姜皎之弟。
姜晦起家担任蒲州参军，转任高陵县令，有治绩的名声，转任长安县令，百姓畏服爱戴。开元初年，擢升为御史中丞。之前，永徽、显庆时，御史不拜宰相，受命以御史衔出使四方的人，在殿廷中行拱手礼面见，后渐渐屈居宰相之下。至姜晦，遵循旧礼，对御史说：“不按旧例，就要上奏罢免公等。”于是御史台的威仪得以重振。转任太常少卿。当时国家缺少马匹，姜晦请下诏书在六胡州买马，得马三十匹者，署任游击将军，唐玄宗同意。闲厩渐渐充实。任命为黄门侍郎，推辞没有就任，改为兵部侍郎。满一年，为吏部侍郎，主持选官。各曹官吏曾经请托为奸，前任主持选官的官员四周围上荆棘，隔绝内外，还是不能禁止。姜晦就任，全部除去，表示不加防范，但他处事精明，私相请托推诿，罪证经常被他获得，人以为神。开始，姜晦革旧制以示宽简，廷议害怕他会失败，既而贪赃贿赂的道路被阻塞，流品有叙，众人心服。姜皎、姜晦兄弟当朝用事。侍中宋璟以他们权宠太盛，恐非久安之道，多次奏请将他们的权力抑损。姜晦转任宗正卿，以去其权。开元十五年，追赠泽州刺史。姜皎被流放，姜晦贬为春州司马，不久转任海州刺史，去世。